# Dictyopsellidae
Dictyopsellidae es una familia de foraminíferos bentónicos de la superfamilia Ataxophragmioidea, del suborden Ataxophragmiina y del orden Loftusiida. Su rango cronoestratigráfico abarca desde el Barremiense (Cretácico inferior) hasta el Maastrichtiense (Cretácico superior).

## Discusión
Clasificaciones previas incluían Dictyopsellidae en el suborden Textulariina del orden Textulariida o en el orden Lituolida.

## Clasificación
Dictyopsellidae incluye a los siguientes géneros:
- Andamookia †
- Conorbinella †
- Dictyopsella †
- Dictyopselloides †